# Pontifex maximus

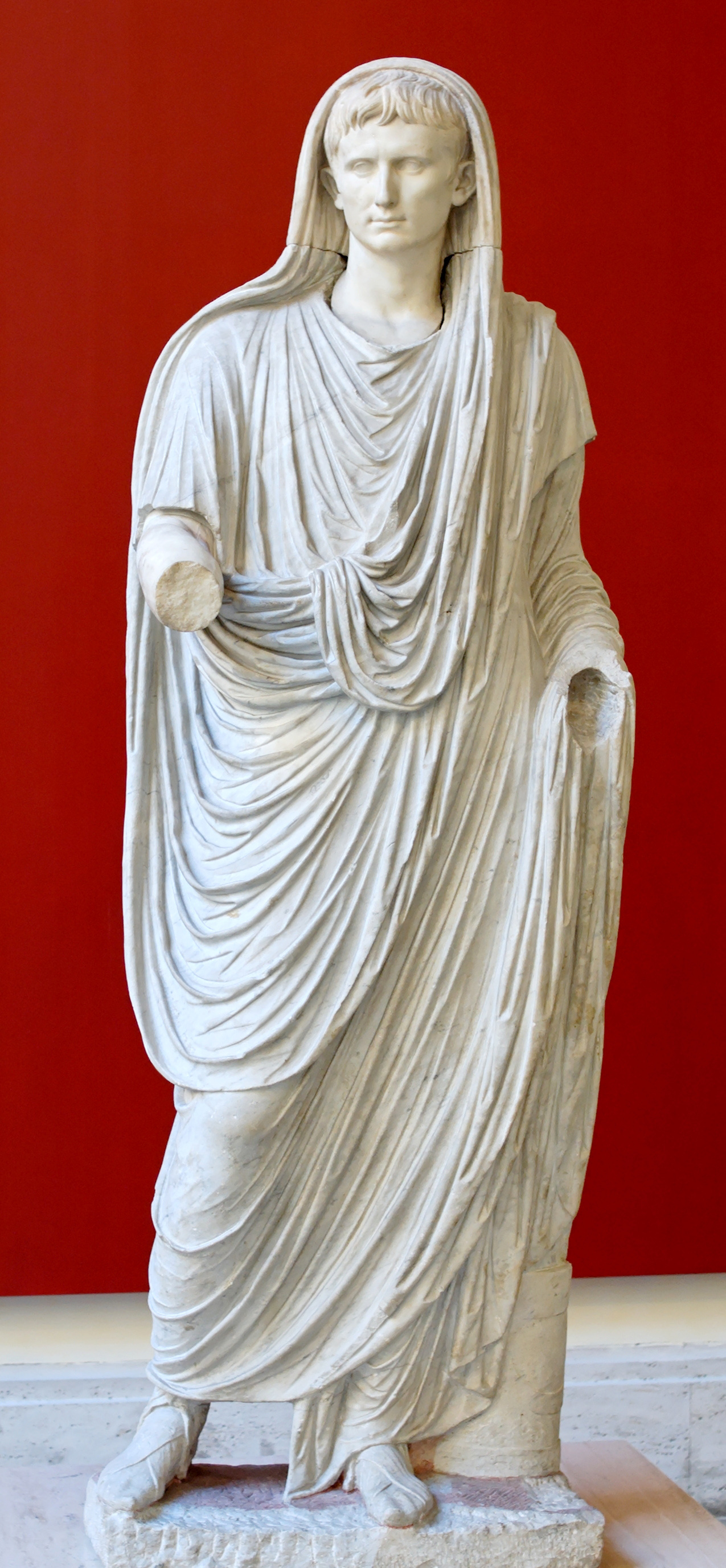
Augustus jako pontifex maximus, konec 1. století př. n. l.

Pontifex maximus „nejvyšší pontifex“ byl ve starověkém římském náboženství nejvyšší kněz a hlava kolegia pontifiků (Collegium Pontificum) jehož dalšími členy byli pontifikové, flaminové, vestálky a rex sacrorum. 

## Historie
Tato doživotní funkce vznikla na počátku římské republiky, kdy nahradila pozici krále jako nejvyššího kněze. Původně byl vybírán z řad pontifiků, přibližně od 3. století př. n . l. byl volen tributním sněmem, takto byl zvolen například Julius Caesar. V období císařství drželi tento úřad sami císaři a to i po přijetí křesťanství, titulu se vzdal až v roce 379 císař Gratianus. Později se takto počali označovat papežové. Pontifex byl hlavou římského státního kultu a dohlížel na jeho kněžstvo. Vybíral, losoval či uváděl do úřadu pontifiky, flaminy, vestálky a „rex sacrorum“ , byl také poručníkem vestálek jako jejich pater familias a v případě vyhasnutí posvátného ohně bičoval zodpovědnou kněžku. Stejně jako rex sacrorum sídlil v Regii – starém královském paláci. Byl svázán celou řadou tabu a omezení, například nesměl opustit Itálii, směl se oženit pouze jednou a jeho manželka musela být bezúhonná a také se musel vyhýbat rituálnímu poskrvnění, například pohledu na mrtvolu. Na sklonku republiky již tato omezení nebyla vždy dodržována.

## Užití v katolické církvi

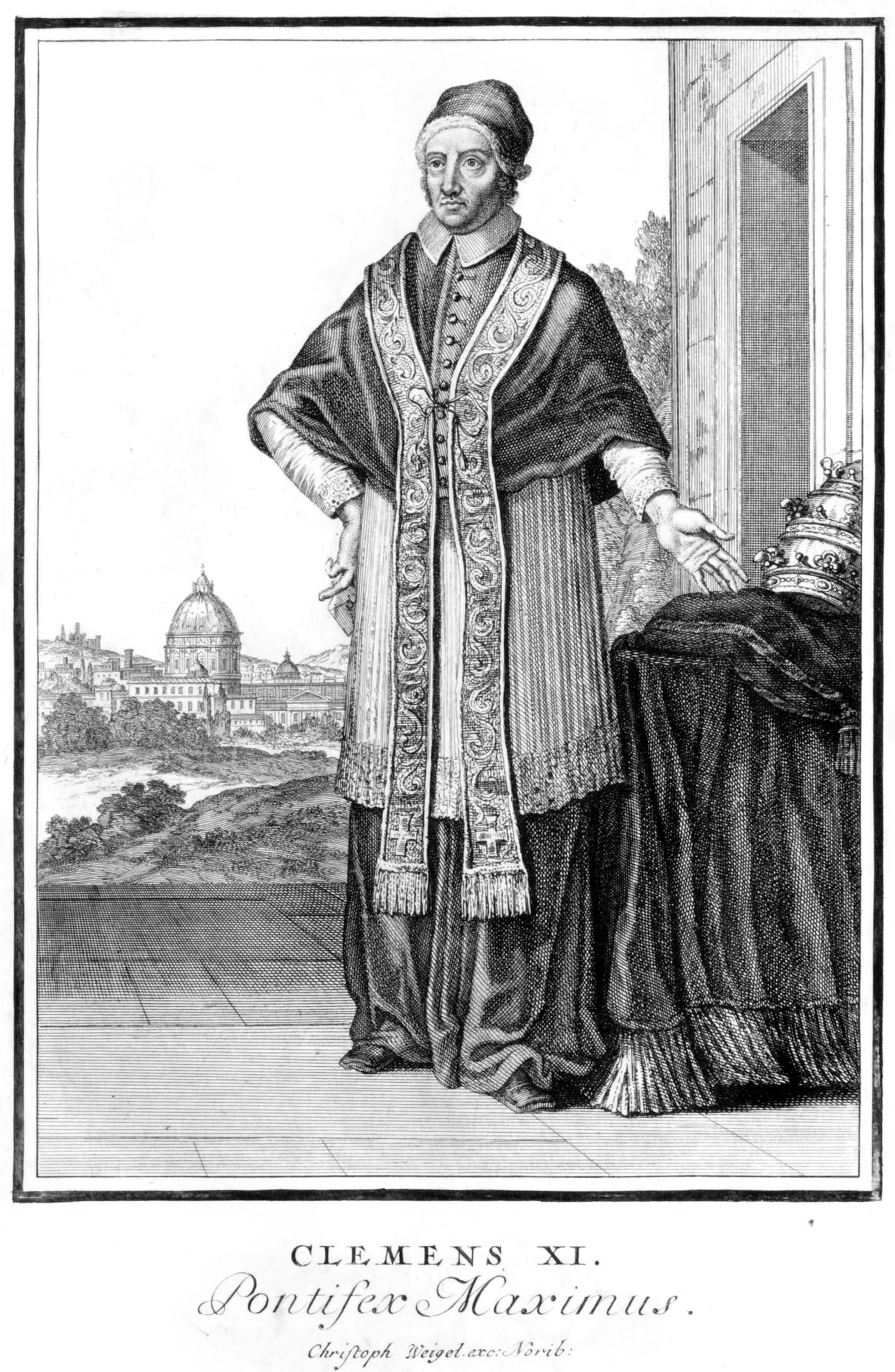
Papež Klement XI. jako pontifex maximus

Po pádu Konstantinopole začala titulatura římských biskupů jako pontifex maximus.